# STERUSS
STERUSS（ステルス）は横浜を拠点とする日本のヒップホップクルー。メンバーはアーティスト以外に本職を持ち、それと両立しながら活動を続けている。

## 来歴
- 1997年、横浜で結成。地元・横浜を中心に精力的にライブ活動を続ける。
- 2003年、自主制作アルバム、「One coin sampler」を発売する。また、コンピレーションCDである「HOMEBREWER'S 2」の収録曲、「ibukuro」はアンダーグラウンド・クラシックと称され[1]、活動を全国へ広げるようになる。
- 2012年7月28日、フジロック・フェスティバル '12の「ROOKIE A GO-GO」に出演する。
- 2012年9月5日、『The Rap Messengers』を発売する。
- 2013年7月27日、前年の「ROOKIE A GO-GO」の中からメインステージに出演するアーティストを決定する「FRF' 13出演権獲得企画 ～目指すはメインステージ」を勝ち抜き、フジロック・フェスティバル '13のRED MARQUEEステージに出演する。

## メンバー
- BELAMA2 （MC）
- crime6 （MC）
- KAZZ-K （DJ）
- ビート武士 （ライブDJ）

### 脱退したメンバー
- オニギリ （MC）
- FOOK （MC）
- D2 （DJ）
- 33 （トラックメイカー）

## 作風
STERUSSの曲の特徴は、そのリリックにある。THA BLUE HERBや降神などと同様、リリックにメッセージが込められているとされるが、THA BLUE HERBのような攻撃性、降神などのような難解性はなく、掴みどころのある抽象的表現を使いながら、人の心や内面を描いていると評されている。また、内容は横浜を拠点とするヒップホップクルーながら、全くギャング的要素が無い。これらについては普段の生活の中で、介護士として高齢者と接したり、教員として若者を相手にするなど、本職における様々な人との関わりが影響していると本人たちは語っている。またライムが非常に明瞭なことから聞きやすさも魅力の一つに挙げられる。

## ディスコグラフィー

### シングル
- 『One coin sampler』 （2003年）

### アルバム
- 『at one's choice』 （2001年）
- 『q music palarize』 （2002年）
- 『白い三日月』 （2005年）
- 『円鋭』 （2008年）
- 『The Rap Messengers』 （2012年9月5日）

### アナログ
- 『白い三日月』 （2005年）
- 『風見鶏のうた / 184845』 （2006年）
- 『ソラノウタ / 尖』 （2008年）
- 『ワンバース』 （2012年10月4日）　ディスクユニオン新宿ブラック・ミュージック限定300枚

### カセットテープ
- 『Space on the eyez』 （1997年）